# Strada regionale 205
La strada regionale 205 è una strada della Slovenia che collega Divaccia con il valico confinario di Basovizza. Essa è presente nell'elenco I delle strade regionali della Slovenia (Pregled regionalnih cest I. reda.), per tanto ciò è classificata come strada regionale.

## Percorso
La strada ha origine alla rotonda con la strada regionale 446 nella periferia sud di Divaccia a pochi metri dall'omonima stazione ferroviaria. Continua verso ovest passando molto vicino alla dolina Risnik, continua e scavalca con un ponte la ferrovia Istriana, continua nella foresta della grotta di Divaccia. corre per una cinquantina di metri parallela alla ferrovia Istriana ed entra nell'abitato di Corgnale.
Al termine dell'abitato è presente l'incrocio con la strada regionale 934 per Sesana; continua verso l'Italia non prima di aver superato la pianura al di sotto del Monte Cocusso e l'incrocio con la strada per Lipizza. A questo punto la strada si allarga ed entra nel piazzale del valico tra Lipizza e Basovizza.
Prosegue nel territorio italiano come strada provinciale 10 del Timavo.